# Filomen
Filomen – imię męskie pochodzenia greckiego, oznaczające „przyjaciel siły”, od φιλος (philos) – „przyjaciel” i μενος (menos) – „siła, moc”. Wśród patronów tego imienia – św. Filomen, wspominany razem ze śwśw. Klementynem i Teodotem. 
W Polsce w XXI wieku imię nie jest używane. W styczniu 2024 r. w rejestrze PESEL, wśród publicznie dostępnych danych dotyczących osób żyjących, nie wykazano mężczyzn o imieniu Filomen nadanym jako imię pierwsze lub drugie.
Filomen imieniny obchodzi 8 marca, 11 sierpnia, 22 listopada i 29 listopada.
Żeński odpowiednik: Filomena.

## Imię Filomen w innych językach[6]
- łacina – Philomenus
- czeski – Filomen
- hiszpański – Filomeno
- niemieckl – Philomenus
- rosyjski – Filimon
- słowacki – Filomen